# 稲荷新田町
稲荷新田町（とうかしんでんまち）は、群馬県前橋市の地名。郵便番号は371-0824。2013年現在の面積は0.25km2。

## 地理
前橋市の南西、前橋台地、利根川右岸西方に位置し、町の西部を滝川が流れている。

### 河川
- 滝川

## 歴史
江戸時代頃からある地名である。はじめは高崎藩領、正徳年間には幕府領となり、のちに再び高崎藩領になった。

### 年表
- 1889年4月1日 町村制施行により、稲荷新田村は箱田村、前箱田村、川曲村、下新田村、上新田村、小相木村、後家村、江田村、古市村と合併し群馬郡東村が成立する。
- 1896年4月1日 郡統合（西群馬郡と片岡郡の統合）により群馬郡に所属する。
- 1954年4月1日 周辺1町5村（元総社村、上川淵村、芳賀村、桂萱村、下川淵村、群馬郡総社町）とともに東村は前橋市へ編入する。そのため前橋市稲荷新田町となる。
- 1969年 一部が大利根町1-2丁目となる。

## 世帯数と人口
2017年（平成29年）8月31日現在の世帯数と人口は以下の通りである。
| 町丁       | 世帯数  | 人口    |
| ---------- | ------- | ------- |
| 稲荷新田町 | 625世帯 | 1,524人 |

## 小・中学校の学区
市立小・中学校に通う場合、学区は以下の通りとなる。
| 番地 | 小学校               | 中学校             |
| ---- | -------------------- | ------------------ |
| 全域 | 前橋市立大利根小学校 | 前橋市立箱田中学校 |

## 交通

### 鉄道
鉄道駅はない。

### バス
前橋市コミュニティーバス「マイバス西循環」（永井運輸が受託運行）

### 道路
国道、県道ともに通っていない。

## 施設
- 西福寺